# Протокол 1967 року
Протоко́л що́до ста́тусу бі́женців — юридично обов'язкова для держав-учасниць міжнародна угода, якою скасовані часові та географічні обмеження захисту біженців, визначені Конвенцією про статус біженців. Конвенція обмежувалася захистом європейських біженців, які набули статусу до 1 січня 1951 року (після Другої світової війни).
Це основний договір міжнародного права у справах біженців — набрав чинності 4 жовтня 1967 року. До Протоколу входять 146 країн.
У той час, як Конвенція про статус біженців 1951 року обмежила статус біженця і визначила його для людей, чиї обставини виникли "внаслідок подій, що відбулися до 1 січня 1951 року", а також надавала державам-учасницям Конвенції можливість тлумачити це як "події, що відбуваються в Європі" або "події, що відбуваються в Європі чи інших місцях", Протокол 1967 року вилучив як часові, так і географічні обмеження. Це було необхідно в історичному контексті існування потоків біженців, спричинених деколонізацією. Проте Протокол дав тим державам, які раніше ратифікували Конвенцію 1951 року, і вирішили використати географічне обмеження, можливість зберегти це обмеження.

## Зовнішні посилання
- Introductory note [Архівовано 30 червня 2017 у Wayback Machine.] by Guy S. Goodwin-Gill, procedural history note and audiovisual material on the Convention relating to the Status of Refugees and the Protocol relating to the Status of Refugees in the Historic Archives of the United Nations Audiovisual Library of International Law [Архівовано 9 грудня 2016 у Wayback Machine.]
- Lectures [Архівовано 6 червня 2017 у Wayback Machine.] by Guy S. Goodwin-Gill entitled International Migration Law  – A General Introduction and Forced Migration – The Evolution of International Refugee Law and Organization in the Lecture Series of the United Nations Audiovisual Library of International Law [Архівовано 12 листопада 2006 у Wayback Machine.]
- Ratifications [Архівовано 4 липня 2017 у Wayback Machine.]
- Protocol Relating to the Status of Refugees of 31 January 1967 - English text [Архівовано 28 травня 2019 у Wayback Machine.]

1. ↑  Definition of key terms used in the UN Treaty Collection (англ.). Збірник договорів ООН. Процитовано 2024-06-31.